# Diep.io
Diep.io — багатокористувацька екшн-гра, доступна для веб-браузерів, Android та iOS, створена бразильським розробником Матеусом Валадаресом. Гравці керують танками та заробляють очки, руйнуючи фігури та вбиваючи інших гравців на 2D-арені. Мобільна версія гри була випущена в 2016 році компанією Miniclip. У 2021 році його придбав ігровий веб-сайт Addicting Games.

## Ігровий процес
У Diep.io головна мета гравця — заробляти очки, знищуючи різні багатокутні об'єкти та вбиваючи інших гравців, стріляючи кулями з танка. Заробляючи очки, рівень танка підвищується. Підвищення рівня дозволяє гравцеві інвестувати очко навичок у такі характеристики танка, як швидкість пересування та пошкодження від куль, що дозволяє гравцям отримати перевагу над іншими гравцями. Гравці також можуть покращувати свій танк до більш потужних класів кожні 15 рівнів аж до рівня 45, надаючи їм здібності, яких інші танки можуть не мати. Diep.io пропонує різні карти для різних режимів гри, включаючи командні механіки, такі як Free-For-All, Domination і Tag. Гравець не може перевищувати рівень вище 45, і гравці не можуть змінити свій танк після вибору свого танка 45 рівня, якщо тільки гравець не грає в ігровому режимі «Пісочниця».

## Рецепція
Diep.io часто хвалять за різноманітний ігровий процес через різні ігрові режими та оновлення танків.
Медді Коен з Screen Rant назвала Diep.io найкращою відеоігрою, що використовує домен .io, заявивши, що гра є «справді кращим серед ігор .io» і що вона може тримати гравців онлайн годинами. Коен похвалив різноманітний геймплей гри, який пропонують різні режими гри та налаштування танка. Ентоні Койл з Gazette Review включив Diep.io до п'яти найкращих ігор, подібних до Slither.io, багатокористувацької онлайн-гри 2016 року. Джон Корпуз з Tom's Guide назвав Diep.io третьою найкращою грою «.io» після Slither.io та Agar.io, вихваляючи її «розумно складну систему оновлення», «хорошу переграваність» та «розумну глибину». Арджун Ша з Beebom назвав Diep.io однією з дванадцяти найкращих ігор, альтернативних Agar.io, високо оцінивши командні функції гри та рекомендувавши гру читачам. Діша гравця. Один описав Diep.io як «дуже просту, але надзвичайно захоплюючу», заявивши, що успіх гри не є випадковим.
Agar.io, Slither.io та Diep.io є популярними «іграми .io», і їх разом згадували Джон Корпуз з Tom's Guide і Діша з Player. один. Можливість покращувати танки, а також статистику дозволяє використовувати багато різних стратегій і стилів гри.
Були ремейки, такі як arras.io та scenexe.io, які намагаються представити новий погляд на гру.